# Tamara Kotrbová
Tamara Kotrbová, též Tamara Komínková, (* 4. listopadu 1971 Praha) je česká herečka, v letech 1993 až 1996 a opět od roku 2001 členka souboru Městského divadla Zlín.

## Život
Rok studovala Střední průmyslovou školu spojové techniky v Praze, poté absolvovala Pražskou konzervatoř. Během posledního roku na konzervatoři hostovala ve Středočeském divadle v Kladně. V letech 1993 až 1996 byla členkou souboru Městského divadla Zlín, následně působila na volné noze v Praze (živila se převážně dabingem). V roce 2001 se vrátila do souboru Městského divadla Zlín (v letech 2003 až 2005 byla na mateřské dovolené).
Co se týká filmových a televizních rolí, zahrála si už ve snímcích Jak je důležité míti Filipa (1989) a Vstup do ráje zakázán (1989), a to mimo jiné se svou matkou, taktéž herečkou, Jorgou Kotrbovou. Účinkovala také v televizních seriálech – např. Štúrovci (1991) či Soudní síň (2016).
Tamara Kotrbová má tři děti – syny Matěje, Filipa a Jakuba.